# Euphorbia davyi
Euphorbia davyi är en törelväxtart som beskrevs av Nicholas Edward Brown. Euphorbia davyi ingår i släktet törlar, och familjen törelväxter. Inga underarter finns listade i Catalogue of Life.